# Кальмарса
Кальмарса (ісп. Calmarza) — муніципалітет в Іспанії, у складі автономної спільноти Арагон, у провінції Сарагоса. Населення — 77 осіб (2010).
Муніципалітет розташований на відстані близько 170 км на північний схід від Мадрида, 100 км на південний захід від Сарагоси.

## Демографія
Динаміка населення (INE ):